# بورتریک وسکس
بورتریک (به انگلیسی: Beorhtric) شاه ساکسون غربی (وسکس) از ۷۸۶ تا هنگام مرگش در ۸۰۲ بود که پس از کینولف، جانشین او شد.

## زندگینامه
بورتریک از نسل سردیک، بنبانگذار وسکس بود اما اطلاعی دربارهٔ والدین او وجود ندارد. در زمان او نخستین حملات دانمارکی‌ها به انگلستان آغاز شد و آنها وارد دورست شدند. از سوی دیگر حکومت او از سوی رقیبش اگبرت به چالش کشیده شده بود. تلاش بورتریک در کشتن اگبرت ناکام ماند اما توانست او را با کمک پدر زنش اوفا، شاه مرسیا به تبعید بفرستد. 
بنا بر روایات، بورتریک در ۸۰۲ و بر اثر خوردن اشباهی سمی که همسرش ادبرگ، برای نابود کردن دشمنانش تهیه کرده بود درگذشت.